# Trepan

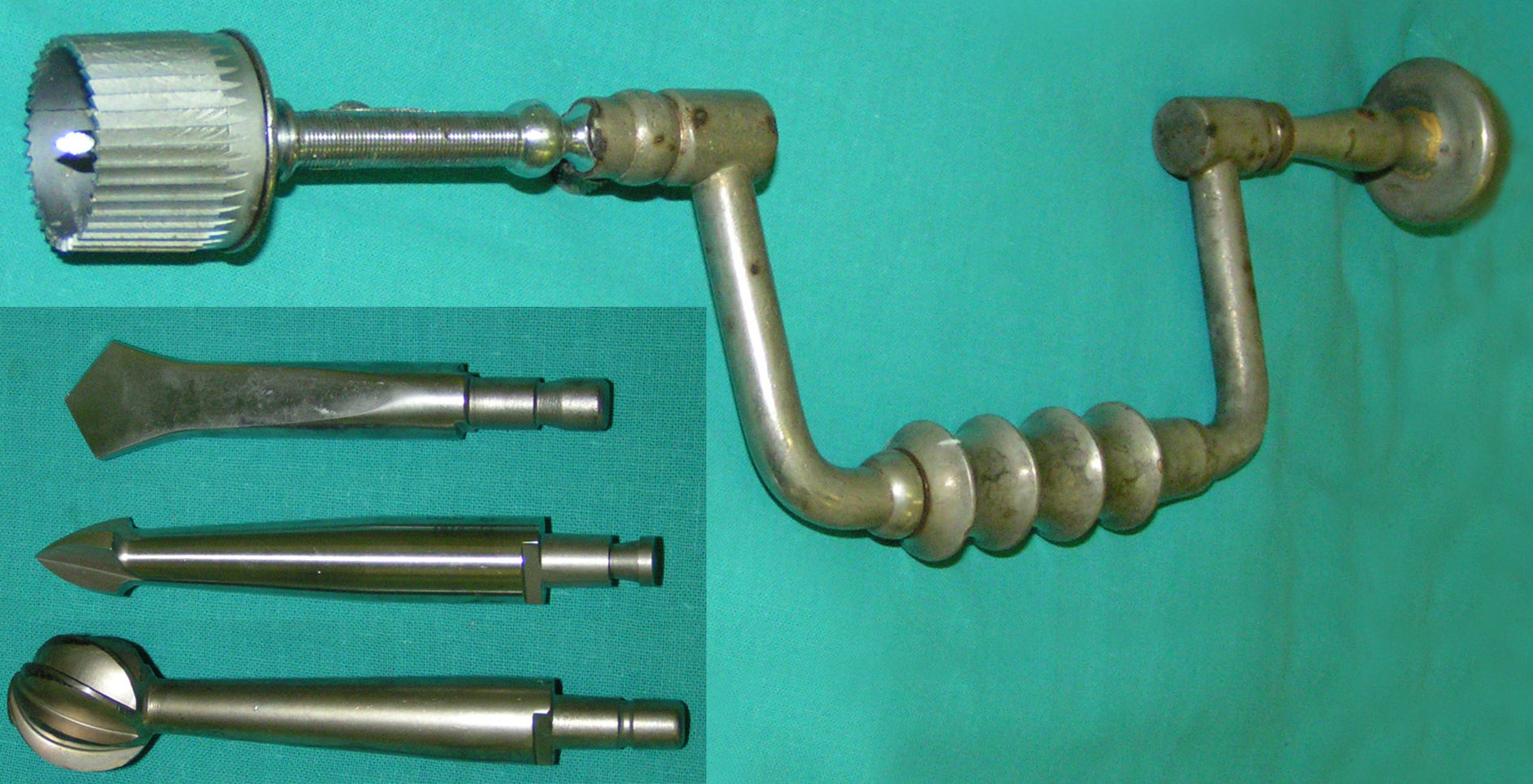
Trepan ręczny z różnymi końcówkami

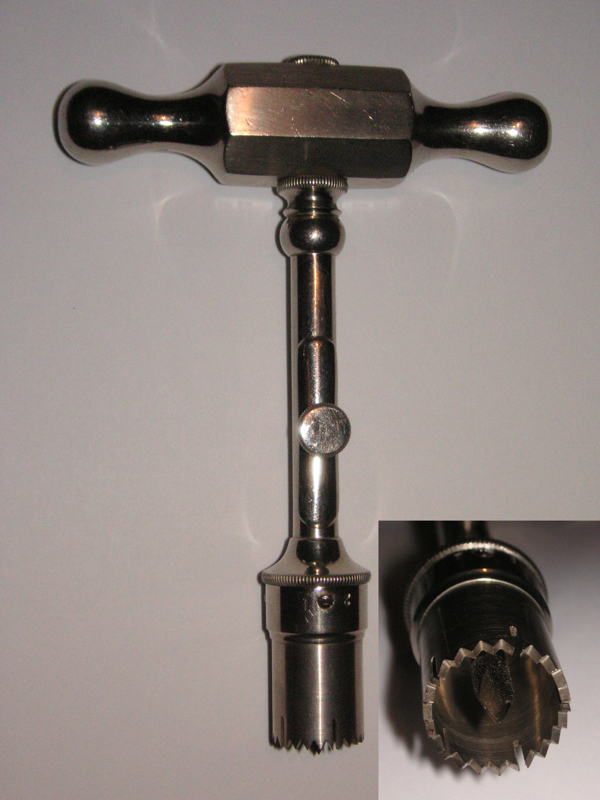
Trepan z 1953

Trepan (gr. trypanon) – narzędzie chirurgiczne kształtu cylindrycznego, którego koniec ma kształt okrężnej piły, służący do wywiercania okrągłego otworu w kości lub w innej tkance, np. w gałce ocznej, przez ucisk z jednoczesnym obracaniem. Za pomocą trepana wykonuje się np. trepanobiopsję szpiku, trepanację czaszki, lub pobiera się okrągły wycinek rogówki do przeszczepienia rogówki.